# Уральский сельсовет (Красноярский край)
Уральский сельсовет — сельское поселение в Рыбинском районе Красноярского края.
Административный центр — посёлок Урал.

## История
Статус и границы сельского поселения установлены Законом Красноярского края от 18 февраля 2005 года № 13-3019 «Об установлении границ и наделении соответствующим статусом муниципального образования Рыбинский район и находящихся в его границах иных муниципальных образований»
С 1 января 2014 года рабочий посёлок Урал стал посёлком сельского типа, а городское поселение — сельским поселением.

## Население
| 2009  | 2010  | 2012  | 2013  | 2014  | 2015  | 2016  |
| ----- | ----- | ----- | ----- | ----- | ----- | ----- |
| 1879  | ↘1832 | ↘1757 | ↘1735 | ↗1740 | ↘1702 | ↘1698 |
| 2017  |       |       |       |       |       |       |
| ↘1666 |       |       |       |       |       |       |

## Состав сельского поселения
В состав сельского поселения входит один населённый пункт — посёлок Урал.

## Местное самоуправление
Уральский поселковый Совет депутатов
Дата избрания: 14.10.2012. Срок полномочий: 5 лет. Количество депутатов: 10
Глава муниципального образования
- Хабарова Галина Викторовна. Дата избрания: 14.10.2012. Срок полномочий: 5 лет